# Yevshan Records
Yevshan Records — найбільший[джерело?] у Північній Америці лейбл з видання українських звукозаписів.  
Лейбл був заснований 1972 року Богданом Тимуком у місті Монреаль (Канада). До заснування студії "Євшан" Богдан Тимук мав успішний досвід з видання грамплатівок - лейбл «Dumy Productions», на якому був виданий гурт Сини степів. Досить швидко «Yevshan Records» набув популярності як один із провідних музичних культурних центрів Канади та США. Зокрема "Євшан" проводив фестивалі і конкурси молодих українських виконавців, переможці яких мали змогу запису та продюсування лейблом їх творчості. 

## Деякі виконавці
- Сини степів
- Черемшина (ансамбль, Канада)
- Роман Гриньків
- Зоря
- Веселка
- Сини степів
- Буря
- Віктор Мішалов
- Мрія (гурт, Канада)
- Кобза (ВІА)
- Мальви (ВІА)
- Веселі часи
- Тріо Маренич
- Юліан Китастий
- Дарка й Славко